# Giovanni Leonardi
Giovanni Leonardi né  à Belpasso le 10 avril 1876 et mort à Vallauris le 23 novembre 1956 est un peintre, sculpteur et céramiste italien actif en France.

## Biographie
Giovanni Leonardi est né à Belpasso en Sicile. En 1900 il travaille à la construction du pavillon italien de l’Exposition universelle et réside à lors à Montmartre où il côtoie notamment Max Jacob qui écrit en 1922 une préface pour le catalogue de l’exposition des œuvres de l'artiste à la galerie Paul Guillaume « « Quelle merveille que cette transformation de la douleur humaine en suavité et en grâces ! ».
Giovanni Leonardi travaille dans plusieurs centres faïenciers comme Desvres, Aubagne, Vallauris puis Max Jacob l’invite en 1925 à Quimper . Dans les années 1930, toujours grâce Max Jacob,  il fait la connaissance de Jean Moulin alors sous-préfet à Châteaulin, qu'il initie à la céramique. Au début de la Seconde Guerre mondiale, Giovanni Leonardi quitte la Bretagne et s’installe d'abord à Rabastens puis Vallauris. En 1946, Picasso vient à Vallauris pour lui rendre visite. Giovanni Leonardi décède à Vallauris le 23 novembre 1956.